# Sulphur Spring
Sulphur Spring (aussi appelé Crater Hills Geyser) est un geyser situé dans la région de la Hayden Valley (en) dans le parc national de Yellowstone aux États-Unis.
La température de l'orifice de Sulphur Spring est de 89 °C bien que la température actuelle du geyser est de 79,8 °C. Il est situé dans les Crater Hills dans la Hayden Valley (en) à environ 1,6 km à l'ouest de la Grand Loop Road.